# Arquidiócesis de Pondicherry y Cuddalore
La arquidiócesis de Pondicherry y Cuddalore (en latín: Archidioecesis Pondicheriensis et Cuddalorensis y en inglés: Roman Catholic Archdiocese of Pondicherry and Cuddalore) es una circunscripción eclesiástica de la Iglesia católica en India. Se trata de una arquidiócesis latina, sede metropolitana de la provincia eclesiástica de Pondicherry y Cuddalore. Desde el 19 de marzo de 2022 su arzobispo es Francis Kalist.

## Territorio y organización

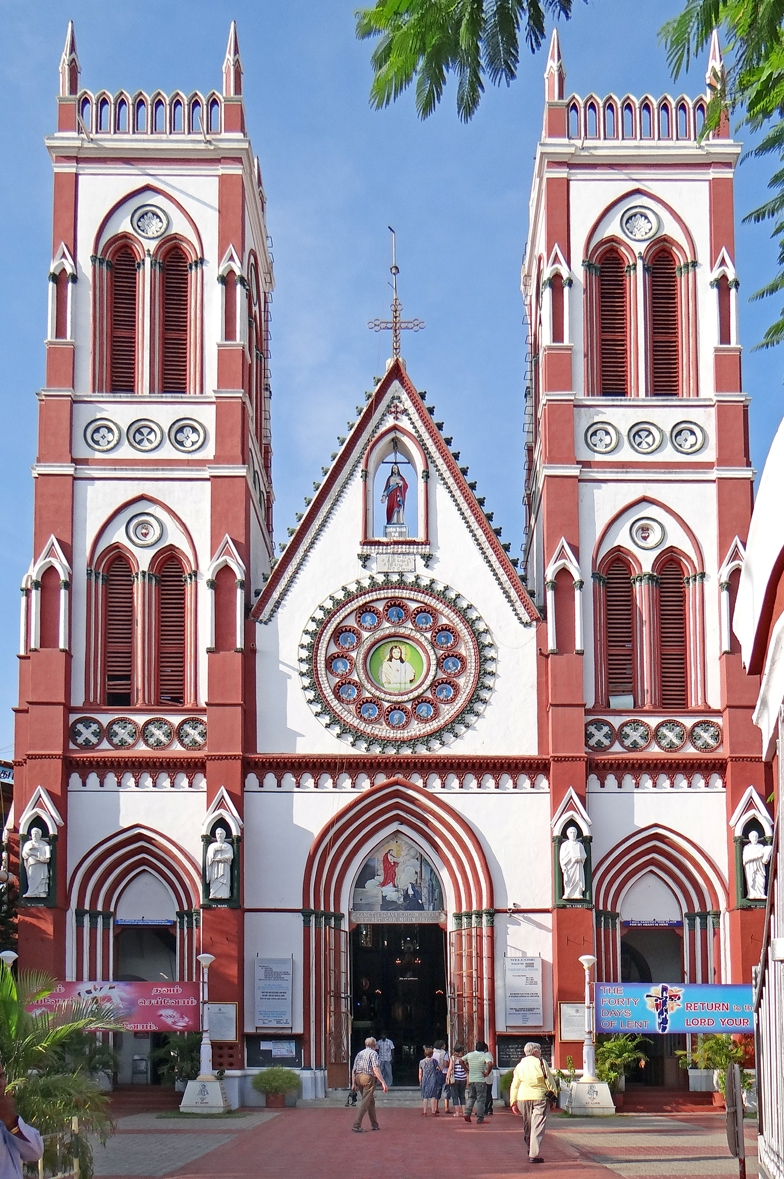
Basílica del Sagrado Corazón de Jesús, en Puducherry

La arquidiócesis tiene 15 250 km² y extiende su jurisdicción sobre los fieles católicos de rito latino residentes en los distritos de Pondicherry y Karaikal en el territorio de Puducherry; y los distritos de Cuddalore (excepto los taluks de Chidambaram y Kattumannarkoil) y Viluppuram en el estado de Tamil Nadu.
La sede de la arquidiócesis se encuentra en la ciudad de Puducherry (antes llamada Pondicherry), en donde se halla la Catedral de la Inmaculada Concepción y la basílica menor del Sagrado Corazón de Jesús.
La arquidiócesis tiene como sufragáneas a las diócesis de: Dharmapuri, Kumbakonam, Salem y Tanjore.
En 2021 en la arquidiócesis existían 105 parroquias agrupadas en 10 vicarías: Pondicherry, Karaikal, Cuddalore, Neyveli, Viluppuram, Tindivanam, Gingee, Tirukkoyilur, Kallakkurichi y Viriyur.

## Historia
La misión de Pondicherry, llamada misión de Malabar, fue erigida en 1776, en una porción del territorio de la misión sui iuris de Madura (hoy diócesis de Tiruchirapalli), que había sido abandonada por los jesuitas en 1773 tras la supresión de su orden. En el mismo año se erigió la prefectura apostólica de los Territorios Franceses en la India, que tenía jurisdicción sobre los católicos franceses y asimilados que residían en el mismo territorio que la misión sui iuris: esta última, en cambio, tenía jurisdicción sobre los autóctonos católicos.
El 8 de julio de 1836, en virtud de la breve Apostolici muneris del papa Gregorio XVI, la misión fue instituida como vicariato apostólico con el nombre de vicariato apostólico de la Costa de Coromandel. El 23 de diciembre del mismo año, cedió una porción de su territorio para la erección del vicariato apostólico de Madura, confiado a la vez en administración a los vicarios de la Costa de Coromandel hasta 1846.
En 1843 se revisaron y definieron los límites entre el vicariato apostólico de la Costa de Coromandel y los vicariatos apostólicos contiguos de Madrás y Madura.
Dada la extensión del territorio, el 16 de marzo de 1845 el vicariato apostólico se dividió en tres misiones separadas, cada una encomendada a un obispo: la de Pondicherry encomendada a Clément Bonnand, vicario apostólico; la de Mysore (Maissour) a Étienne-Louis Charbonnaux, que ostentaba el título de obispo coadjutor y administrador de Mysore; la de Coimbatore a Melchior de Marion Brésillac, con el título de provicario y administrador de Coimbatore.
Esta situación duró hasta el 3 de abril de 1850, cuando, en virtud de la breve Pastorale ministerium del papa Pío IX, el vicariato apostólico de la Costa de Coromandel se dividió en tres vicariatos apostólicos pleno iure distintos: el vicariato de Pondicherry, el nuevo nombre asumido por el de Coromandel; el vicariato apostólico de Mysore y el vicariato apostólico de Coimbatore.
El 1 de septiembre de 1886 el vicariato apostólico de Pondicherry fue elevado al rango de arquidiócesis metropolitana con la carta apostólica Humanae salutis del papa León XIII. Al mismo tiempo se suprimió la prefectura apostólica de los Territorios Franceses en la India. El 7 de junio de 1887, con el breve Post initam, se estableció la provincia eclesiástica de Pondicherry, que incluía como sufragáneas a las diócesis de Mangalore, Mysore, Coimbatore y Tiruchirapalli (antes Madura).
El 1 de septiembre de 1889 cedió una parte de su territorio para la erección de la diócesis de Kumbakonam mediante el breve In sublimi del papa León XIII.
El 26 de mayo de 1930 cedió otra parte de su territorio para la erección de la diócesis de Salem mediante la bula Ad maius religionis del papa Pío XI.
El 8 de febrero de 1951 la antigua posesión francesa de Chandernagor, que dependía eclesiásticamente de los arzobispos de Pondicherry, fue cedida a la arquidiócesis de Calcuta.
El 7 de agosto de 1953 tomó su nombre actual.
El 1 de septiembre de 1969 cedió algunas porciones de territorio a la arquidiócesis de Madrás y Meliapor y a la diócesis de Vellore mediante el decreto Cum in India.

## Estadísticas
Según el Anuario Pontificio 2022 la arquidiócesis tenía a fines de 2021 un total de 400 361 fieles bautizados.
| Año                                                                             | Población            | Población | Población      | Sacerdotes | Sacerdotes    | Sacerdotes    | Bautizados por sacerdote | Diáconos permanentes | Religiosos | Religiosos | Parroquias |
| Año                                                                             | Bautizados católicos | Total     | % de católicos | Total      | Clero secular | Clero regular | Bautizados por sacerdote | Diáconos permanentes | Varones    | Mujeres    | Parroquias |
| ------------------------------------------------------------------------------- | -------------------- | --------- | -------------- | ---------- | ------------- | ------------- | ------------------------ | -------------------- | ---------- | ---------- | ---------- |
| 1950                                                                            | 147 500              | 3 019 275 | 4.9            | 113        | 65            | 48            | 1305                     |                      | 12         | 450        | 50         |
| 1970                                                                            | 163 262              | 3 417 052 | 4.8            | 86         | 86            |               | 1898                     |                      | 46         | 594        | 50         |
| 1980                                                                            | 206 245              | 4 076 000 | 5.1            | 111        | 95            | 16            | 1858                     |                      | 27         | 787        | 59         |
| 1990                                                                            | 278 500              | 4 765 000 | 5.8            | 125        | 114           | 11            | 2228                     |                      | 24         | 825        | 66         |
| 1999                                                                            | 277 350              | 6 326 570 | 4.4            | 160        | 131           | 29            | 1733                     |                      | 42         | 925        | 81         |
| 2000                                                                            | 283 610              | 6 333 830 | 4.5            | 161        | 136           | 25            | 1761                     |                      | 43         | 930        | 85         |
| 2001                                                                            | 288 610              | 6 363 830 | 4.5            | 154        | 131           | 23            | 1874                     |                      | 39         | 799        | 87         |
| 2002                                                                            | 293 610              | 6 393 830 | 4.6            | 158        | 135           | 23            | 1858                     |                      | 41         | 841        | 87         |
| 2003                                                                            | 299 667              | 6 413 945 | 4.7            | 163        | 137           | 26            | 1838                     |                      | 46         | 910        | 87         |
| 2004                                                                            | 305 306              | 6 522 756 | 4.7            | 169        | 139           | 30            | 1806                     |                      | 49         | 912        | 89         |
| 2013                                                                            | 386 967              | 7 272 356 | 5.3            | 238        | 189           | 49            | 1625                     |                      | 88         | 996        | 101        |
| 2016                                                                            | 393 590              | 7 404 977 | 5.3            | 242        | 193           | 49            | 1626                     |                      | 83         | 985        | 102        |
| 2019                                                                            | 398 259              | 7 573 816 | 5.3            | 244        | 187           | 57            | 1632                     |                      | 91         | 1046       | 105        |
| 2021                                                                            | 400 361              | 8 170 086 | 4.9            | 234        | 183           | 51            | 1710                     |                      | 64         | 1046       | 105        |
| Fuente: Catholic-Hierarchy, que a su vez toma los datos del Anuario Pontificio. |                      |           |                |            |               |               |                          |                      |            |            |            |

## Episcopologio
- Pierre Brigot, M.E.P. † (30 de septiembre de 1776-8 de noviembre de 1791 falleció)
- Nicolas Champenois, M.E.P. † (8 de noviembre de 1791 por sucesión-30 de octubre de 1811 falleció)
- Louis-Charles-Auguste Hébert, M.E.P. † (30 de octubre de 1811 por sucesión-3 de octubre de 1836 falleció)
- Clément Bonnand, M.E.P. † (3 de octubre de 1836 por sucesión-21 de marzo de 1861 falleció)
- Joseph-Isidore Godelle, M.E.P. † (21 de marzo de 1861 por sucesión-15 de julio de 1867 falleció)
- François-Jean-Marie Laouënan, M.E.P. † (5 de junio de 1868-29 de septiembre de 1892 falleció)
- Joseph-Adolphe Gandy, M.E.P. † (29 de septiembre de 1892 por sucesión-25 de marzo de 1909 falleció)
- Elie-Jean-Joseph Morel, M.E.P. † (11 de mayo de 1909-16 de agosto de 1929 renunció[nota 1])
- Auguste-Siméon Colas, M.E.P. † (24 de junio de 1930-28 de octubre de 1955 renunció[nota 2])
- Ambrose Rayappan † (28 de noviembre de 1955 por sucesión-17 de marzo de 1973 renunció)
- Venmani S. Selvanather † (17 de marzo de 1973-18 de febrero de 1992 retirado)
- Savarinathan Michael Augustine † (18 de febrero de 1992-10 de junio de 2004 renunció)
- Antony Anandarayar † (10 de junio de 2004-27 de enero de 2021 retirado)[nota 3]
- Francis Kalist, desde el 19 de marzo de 2022